# Letícia Parente
Letícia Parente (Salvador, 1930 - Rio de Janeiro), 1991) foi uma artista, pesquisadora e pioneira da videoarte no Brasil. Também trabalhou com pinturas, gravuras, objetos, fotografias, projetos audiovisuais, arte postal, xerox e instalações. Seu vídeo Marca Registrada (1975) tornou-se um emblema da videoarte no país.
Doutora em química, foi professora titular da Universidade Federal do Ceará e Pontifícia Universidade Católica do Rio de Janeiro. Como artista, participou de importantes mostras de videoarte no Brasil e no exterior entre 1975 e 1991. Publicou vários livros, entre eles, um livro de filosofia da ciência, Bachelard e a Química (1990).

## Obras
- Marca registrada - 1975, filme de 10 min. e 34 seg. câmera: Jom Tob Azulay